# Вулиця Дмитра Григоровича
Ву́лиця Дмитра Григоровича — вулиця в Солом'янському районі міста Києва, селище Жуляни. Пролягає від Повітрофлотської до Робітничої вулиці.

## Історія
Вулиця виникла наприкінці 2010-х роках під проєктною назвою Проєктна 12975.
Сучасна назва на честь українського авіаконструктора Дмитра Григоровича — з 2019 року.
Фактично прокладено лише початковий та кінцевий відрізки вулиці. 